# District de Náchod
Le district de Náchod (en tchèque : okres Náchod) est un des cinq districts de la région de Hradec Králové, en Tchéquie. Son chef-lieu est la ville de Náchod.

## Liste des communes
Le district compte 78 communes, dont 11 ont le statut de ville (město, en gras) et 4 celui de bourg (městys, en italique) :
Adršpach • 
Bezděkov nad Metují • 
Bohuslavice • 
Borová • 
Božanov • 
Broumov • 
Brzice • 
Bukovice • 
Černčice • 
Červená Hora • 
Červený Kostelec • 
Česká Čermná • 
Česká Metuje • 
Česká Skalice • 
Chvalkovice • 
Dolany • 
Dolní Radechová • 
Hejtmánkovice • 
Heřmanice • 
Heřmánkovice • 
Horní Radechová • 
Hořenice • 
Hořičky • 
Hronov • 
Hynčice • 
Jaroměř • 
Jasenná • 
Jestřebí • 
Jetřichov • 
Kramolna • 
Křinice • 
Lhota pod Hořičkami • 
Libchyně • 
Litoboř • 
Machov • 
Martínkovice • 
Mezilečí • 
Mezilesí • 
Meziměstí • 
Náchod • 
Nahořany • 
Nové Město nad Metují • 
Nový Hrádek • 
Nový Ples • 
Otovice • 
Police nad Metují • 
Přibyslav • 
Provodov-Šonov • 
Rasošky • 
Říkov • 
Rožnov • 
Rychnovek • 
Sendraž • 
Šestajovice • 
Slatina nad Úpou • 
Slavětín nad Metují • 
Slavoňov • 
Stárkov • 
Studnice • 
Suchý Důl • 
Šonov • 
Teplice nad Metují • 
Velichovky • 
Velká Jesenice • 
Velké Petrovice • 
Velké Poříčí • 
Velký Třebešov • 
Vernéřovice • 
Vestec • 
Vlkov • 
Vršovka • 
Vysoká Srbská • 
Vysokov • 
Zábrodí • 
Zaloňov • 
Žďár nad Metují • 
Žďárky • 
Žernov

## Principales communes
Population des dix principales communes du district au 1er janvier 2024 et évolution depuis le 1er janvier 2023 :
| Náchod                | 20 036 | en augmentation |
| Jaroměř               | 12 541 | en diminution   |
| Nové Město nad Metují | 9 304  | en augmentation |
| Červený Kostelec      | 8 299  | en diminution   |
| Broumov               | 7 166  | en diminution   |
| Hronov                | 6 096  | en stagnation   |
| Česká Skalice         | 5 122  | en augmentation |
| Police nad Metují     | 4 150  | en augmentation |
| Meziměstí             | 2 333  | en stagnation   |
| Velké Poříčí          | 2 368  | en augmentation |